# Santiago Segura Silva
|  | «Santiago Segura» redirigeix aquí. Vegeu-ne altres significats a «Santiago Segura i Burguès». |

Santiago Segura Silva (Madrid, 17 de juliol de 1965) és un actor, guionista, director i productor espanyol, popular per la sèrie de pel·lícules de Torrente, El Parlita, Padre no hay más que uno i Padre no hay más que uno dos.

## Biografia

### Infància i joventut
Va néixer al barri madrileny de Carabanchel. Va estudiar a l'institut San Isidro de Madrid. Als catorze anys es va comprar una càmera de Súper 8 de la marca Bolex per 800 pessetes. Amb ella va començar a dirigir curtmetratges de tres minuts, ja que era la màxima durada que permetien els cartutxos de Super 8 de 15 metres que ell utilitzava.
En l'òptica del seu barri va aconseguir bastant material a baix preu (rotlles de pel·lícula caducada, encara utilitzable) i va ser en aquest moment en què va començar la seva obra més ambiciosa, el seu últim llargmetratge en Super 8 Relatos de medianoche, amb el qual va aconseguir un accèssit de 100.000 pessetes al Festival Cinema Jove de València. En haver estat el cost total de la pel·lícula unes 7.000 pessetes, l'autor va decidir que allò del cinema resultava rendible i que podria ser un mitjà per guanyar-se la vida.

### Inicis en el món del cinema
Els curtmetratges en Super 8, filmats seguint l'ordre cronològic de les escenes perquè no tenia mitjans per muntar, van ser sens dubte un bon exercici per poder passar a 35 mm. Aquest va ser el format professional que Santiago Segura triaria per realitzar tres curtmetratges posteriors.
El 1994 van ser tots editats en un VHS distribuït per ell mateix, del qual van sortir 666 còpies signades, anomenat JIStory, com homenatge al recopilatori de Michael Jackson HIStory. En ell s'incloïen l'esmentat Relatos de medianoche, Evilio,bEvilio vuelve: el purificador, etc. Per finançar-los va participar en força concursos de la tele (com No te rías, que es peor, Locos por la tele, Vivan los novios o El huevo de Colón) mentre completava la carrera de Belles Arts. En aquesta època, també dedicat a la historieta, amb el seu amic José Antonio Calvo i sota el pseudònim Mónica & Bea, va crear per a El Víbora el còmic eròtic Pequeñas viciosas i va escriure relats per a publicacions com Lib Internacional, Supertetas o Culos calientes. També va treballar com a actor de doblatge, extra en algunes pel·lícules, va publicar en programes televisius, va fer de cambrer i va ser venedor de llibres a domicili.
Va anar a nombrosos festivals de curtmetratges, on va establir relacions amb tots els joves que, en aquells temps, aspiraven a ser directors de cinema: Óscar Aibar, Javier Fesser, Miguel Bardem, Álvaro Fernández Armero, Icíar Bollaín, Chus Gutiérrez, Pablo Berger i Álex de la Iglesia; i amb altres que després es van dedicar a treballs dins del cinema o afins al mitjà: Jordi Costa, Antonio Trashorras, Jesús Palacios, Miguel Ángel Lamata o Daniel Monzón.
La col·laboració amb Álex de la Iglesia va ser especialment fructífera per a ell: Després de conèixer en un festival de curtmetratges de València (en el qual De la Iglesia va presentar Mirindas asesinas, cinta guanyadora del certamen) aquest el va fitxar per a la primera pel·lícula en comú: Acción mutante (1992).
Va seguir en la seva línia de papers petits i mitjans fins que una altra vegada Álex de la Iglesia li va donar l'oportunitat de fer de secundari en El día de la bestia, on feia de José Mari -un dependent d'una botiga de música death metal, obsessionat amb el satanisme i membre d'una família de classe obrera-, paper pel qual va obtenir el Goya al millor actor revelació el 1996.

### Consagració
A partir d'aquest moment, es va anar cobrant a poc a poc més protagonisme fins a aconseguir la fama absoluta amb el seu propi llargmetratge, Torrente, el brazo tonto de la ley, pel·lícula que el va portar a aconseguir bastants objectius, com treballar amb Tony Leblanc, fent la pel·lícula espanyola més taquillera fins aleshores, aconseguint el Goya al millor director novell de 1998. Assolit aquest punt, la seva fama era ja innegable: Segura havia creat un símbol, Torrente, que té fins i tot una figura en un museu de cera. És aquest un personatge ple d'influències i referències, des de Paco Martínez Soria i les seves pel·lícules fins a personatges com Antonio Tejero Molina.
Després de donar-li un paper a Perdita Durango, De la Iglesia el va fitxar per última vegada, fins al moment, per donar-li un paper coprotagonista amb el Gran Wyoming a Muertos de risa, pel·lícula en la qual encarnava a un còmic que acaba a trets amb la seva parella humorística. A la vida real, el rodatge d'aquesta pel·lícula va distanciar De la Iglesia i Segura, que havien estat bons amics.
En vista de l'èxit obtingut amb Torrente, el brazo tonto de la ley, va decidir filmar una seqüela, Torrente 2: Misión en Marbella. Aquest segon llargmetratge va disposar del doble de pressupost que el primer i en ell va comptar també amb un repartiment de luxe. Per aquesta pel·lícula no va obtenir cap guardó, però va aconseguir portar al cinema a 5.500.000 espectadors. Després de Torrent 2, Segura ha obtingut cada vegada més protagonisme en el panorama cinematogràfic nacional i internacional, i ha aconseguit integrar-se mínimament dins del cinema de Hollywood amb petits papers a Blade II i Hellboy, totes dues pel·lícules dirigides pel seu també amic Guillermo del Toro.

### Altres treballs
Els darrers anys, com a actor, ha protagonitzat pel·lícules com La màquina de ballar, El oro de Moscú, Una de zombis, Isi/Disi. Amor a lo bestia, El asombroso mundo de Borjamari y Pocholo i, com a productor, ha realitzat Una de zombis, Asesino en serio i Promedio rojo. Apareix a Astèrix i Obèlix en els Jocs Olímpics, entre d'altres.
El 30 de setembre de 2005 es va estrenar a tot Espanya la tercera part de la famosa saga de Torrente 3: el protector.
Després d'un polèmic intent a Antena 3, el 2006 i part del 2007 va compaginar els seus treballs en el cinema amb el de presentador de televisió, amb el programa Sabias a lo que venias, de La Sexta. Tot i fer 26 programes i emetre dues temporades (2006 i 2007), el programa, esperat com el millor show de la televisió i de Santiago Segura, va acabar sent un fracàs i un mal gust de boca per als fans i per al mateix Segura. Per aquesta raó mai ha parlat del xou televisiu.
En el món del còmic és coneguda la seva faceta de col·leccionista d'originals. Formen part de la seva tebeoteca originals de Bernie Wrightson, Richard Corben, Frank Frazetta, Manuel Sanjulián, Robert Crumb, Alex Raymond i Hal Foster, entre d'altres.
El juliol de 2011 va ser contractat per Antena 3 com a col·laborador al programa El Hormiguero de Pablo Motos, on realitza la secció on ensenya als espectadors com es realitzen algunes escenes d'acció del cinema.
El 2019 va crear l'espectacle teatral El sentido del humor amb Florentino Fernández i José Mota.

## Filmografia

### Com a actor

#### Curtmetratges
- Relatos de medianoche (1989).
- Evilio (1992).
- Perturbado (1993).
- Evilio vuelve: el purificador (1994).
- El cobrador del gas sólo llama una vez (1992).
- Jadoube (1993) d'Antonio Morales.
- El sueño de la maestra (2002) de Luis García Berlanga.

#### Llargmetratges
- Acción mutante (Álex de la Iglesia, 1993), com a Ezequiel.
- Todos a la cárcel (Luis García Berlanga, 1993), en el paper d'ecologista.
- Todo es mentira (1994), com a venedor d'entrepans.
- Cuernos de mujer (1995), com a cec.
- El día de la bestia (Álex de la Iglesia, 1995), com a José María.
- Two Much (1995), com a paparazzi.
- Killer Barbys (Jesús Franco, 1996), com a Baltasar.
- La buena vida (David Trueba, 1996).
- Matías, juez de línea (La Cuadrilla, 1996), com a antidisturbis 1.
- Tengo una casa (Mónica Laguna, 1996), com a guàrdia 1.
- El fantasma de Elvis (Santiago Angel García, 1996) com a presentador.
- Sólo se muere dos veces (Esteban Ibarretxe, 1997) com a Amilibia.
- Airbag (Juanma Bajo Ulloa, 1997), com a candidat Paíño.
- Perdita Durango (Álex de la Iglesia, 1997), com a atracador del banc.
- Torrente, el brazo tonto de la ley' (Santiago Segura, 1998), com a José Luis Torrente.
- La niña de tus ojos (Fernando Trueba, 1998), com a Castillo.
- Muertos de risa (Álex de la Iglesia, 1999), com a Nino.
- Petra Delicado (1999), com a Fermín Garzón (sèrie de televisió).
- París Tombuctú (Luis García Berlanga, 1999), com a capellà.
- La mujer más fea del mundo (1999), com a president de la III República.
- Pídele cuentas al Rey (1999), com a pobre.
- El corazón del guerrero (2000), com a Carlos José (Netheril).
- Sabotage! (2000), com a Cyrille Léotard.
- Obra maestra (2000), com a Benito Cañaveras.
- Torrente 2: misión en Marbella (Santiago Segura, 2001), com a José Luis Torrente.
- Chica de Río (Christopher Monger 2001), com a Paulo, el taxista.
- Monsters, Inc. (2001), com a la veu de Sullivan.
- Zero/Infinito (Javier Aguirre Fernández, 2002) com a voz.
- Blade II (Guillermo del Toro, 2002), com a Rush.
- Asesino en serio (2002), com a Padre Gorkisolo.
- El oro de Moscú (Jesús Bonilla, 2003), com a Íñigo Fuentes.
- Tipotes (2003), com a gerent del motel.
- Beyond re-animator (Brian Yuzna, 2003) com a Speedball.
- Una de zombis (2003), com a padre Pelayo, Entrecot i Santiago Segura.
- Super agente Cody Banks 2 (2004), com a Santiago.
- Hellboy (Guillermo del Toro, 2004), com a conductor del tren.
- Isi/Disi. Amor a lo bestia (2004), com a Isi.
- Promedio rojo (2004) com a doctor.
- Di que sí (2004), com a Óscar Vázquez.
- El asombroso mundo de Borjamari y Pocholo (2004), com a Borjamari.
- Torrente 3: el protector (2005), com a José Luis Torrente.
- La màquina de ballar (Oscar Airbar, 2006), com a Johnny.
- Isi & Disi, alto voltaje (Miguel Ángel Lamata, 2006), com a Isi.
- Ekipo Ja (2006), com a Santiago Segura.
- Astèrix als Jocs Olímpics (pel·lícula) (2008), com a Docteurmabus.
- Hellboy II: L'exèrcit daurat (2008), com a públic en una subhasta.
- Tensión sexual no resuelta (2010) (Miguel Ángel Lamata)
- El gran Vázquez (2010), com a Manuel Vázquez
- Torrente 4: lethal crisis (2011), com a José Luis Torrente
- La chispa de la vida (2011)
- En Jack i la seva germana bessona (Jack and Jill) (2011)
- Hotel Transylvania (2012) (Veu)
- El chef, la receta de la felicidad (2012)
- Pacific Rim (2013)
- Las brujas de Zugarramurdi (2013)
- Torrente 5: Operación Eurovegas (2014)
- Gente en sitios (2014)
- Mi gran noche (2015)
- Rey gitano (2015)
- La reina de España (2016)
- Casi leyendas (2017)
- Solo se vive una vez (2017)
- Sin rodeos (2018)
- Las grietas de Jara (2018)
- Padre no hay más que uno (2019)
- ¿Qué te juegas? (2019)
- Los Rodríguez y el más allá (2019)
- Padre no hay más que uno 2: La llegada de la suegra (2020)
- A todo tren. Destino Asturias (2021)
- Padre no hay más que uno 3 (2022)
- A todo tren 2. Sí, les ha pasado otra vez (2022)
- De Caperucita a loba (2023)
- Vacaciones de verano (2023)
- La navidad en sus manos (2023)
- Padre no hay más que uno 4 (2024)

#### Teatre
- Los productores (2006), com a Max Bialixtoc
- Una pareja de miedo (2008), va treballar per a la versió teatral.
- El sentido del humor amb Florentino Fernández i José Mota (2019-)[3]

#### Com a director
- Evilio (1992), Curtmetratge.
- Perturbado (1993), Curtmetratge.
- Evilio vuelve (1994), Curtmetratge.
- Torrente, el brazo tonto de la ley (1998).
- Torrente 2: misión en Marbella (2001).
- Torrente 3: el protector (2005).
- Torrente 4: lethal crisis (2010-2011).
- Torrente 5: Operación Eurovegas (2014)
- Sin rodeos (2018)
- Padre no hay más que uno (2019)
- Padre no hay más que uno 2: La llegada de la suegra (2020)
- A todo tren. Destino Asturias (2021)
- Padre no hay más que uno 3 (2022)
- Vacaciones de verano (2023)

## Premis

### Premis Goya
| Any  | Categoria                     | Pel·lícula                         | Resultat  |
| ---- | ----------------------------- | ---------------------------------- | --------- |
| 1998 | Millor director novell        | Torrente, el brazo tonto de la ley | Guanyador |
| 1995 | Millor actor revelació        | El día de la bestia                | Guanyador |
| 1993 | Millor curtmetratge de ficció | Perturbado                         | Guanyador |